# Csíkszereda Hockey Club
A Csíkszeredai Hockey Club 2002 és 2009 között működő csíkszeredai profi jégkorongcsapat volt, amely részt vett többek közt MOL Ligában, a román és a magyar jégkorongbajnokságban is. A MOL Liga első, 2008–2009-es szezonjának bajnokcsapata. 2009 májusában a csapat támogatója, Kurkó János a román jégkorongszövetséggel való rossz viszonya miatt bejelentette, hogy megszünteti a csapatot és a játékosok szabadon igazolhatnak más csapatokhoz.

## Játékoskeret

### 2008-2009
| Kapusok | Kapusok           |
| ------- | ----------------- |
| 30      | SVK Polc Patrik   |
| 35      | ROM Fülöp Róbert  |
| 33      | ROM Fülöp Rajmond |

| Támadók | Támadók               |
| ------- | --------------------- |
| 17      | ROM Antal Zsombor     |
| 37      | ROM Bálint Zsolt      |
| 71      | ROM Biró Ottó         |
| 20      | ROM Lőrincz Levente   |
| 24      | ROM Mihály Árpád      |
| 21      | ROM Mihály Ede        |
| 7       | ROM Molnár Zsolt      |
| 28      | ROM Páll Zoltán       |
| 22      | ROM Péter Levente     |
| 99      | ROM Petres Tivadar    |
| 23      | SVK Pupak Miroslav    |
| 18      | SVK Saluga Martin     |
| 32      | SVK Stefanka Miroslav |
| 11      | ROM Szabó István      |
| 77      | ROM Virág Csanád      |
| 14      | UKR Zabludovsky Denis |